# S.I.R.E.N.
『S.I.R.E.N.-次世代新生物統合研究特区-』（サイレン じせだいしんせいぶつとうごうけんきゅうとっく）は、細音啓による日本のライトノベル。イラストは蒼崎律。富士見ファンタジア文庫（KADOKAWA）より、2014年4月から2015年5月まで刊行された。作者の前シリーズに続き、オリジナルの架空言語（セラフェノ音語の派生形）が用いられている。

## あらすじ
バイオテスタと呼ばれる竜や妖精を模して作られた生物を研究する次世代新生物統合研究特区、通称S.I.R.E.N.。
S.I.R.E.N.の学園に通うミソラは、4年前に自分の元を去って行った自分の師匠であるアナスタシアの教えに従い、生活していた。そんなある日、ミソラはアナスタシアを母と慕う天使型バイオテスタ・フィアに出会い、去り際のアナスタシアが放った「いつか現れるだろう本物の天使を救ってあげて」という言葉を思い出す。その言葉を胸に、ミソラはフィアと共にいようと決意する。
新約召喚という力を使いフィアを奪おうとしてくる謎の敵に対し、ミソラはアナスタシアが瀕死の自分に与えてくれた力、方程式（オムニス）を今解き放つ。

## 登場人物

### S.I.R.E.N.
ミソラ
本作の主人公。自らがあらゆる方程式を満たす理想的な触媒であり、ミソラをあらゆる方程式を満たす理想の器にし方程式を掌握することで無限大まで加速することができるバイオテスタ「方程式（オムニス）」を体内に宿している。
本来ミソラはオムニスの適合者ではないため普段は制御環（アクセスキー）で制限している。
4年前までアナスタシアの元でバイオテスタについて師事していたが、彼女がミソラの元を去ることになったのでバイオテスタ工学を極めるためサイレンまでやってきた。
オムニスによりN因子施術を受けなくても理想執行者（シミュレーター）と同じことをすることができる。
師の教えに基づき、捨てバイオテスタなどを保護したりとバイオテスタを大切にしている。バイオテスタが問題を抱え込んでいるのを見過ごせない。
フィア・ネスフェリア・C4・アナスタシア
サイレンにも2体しかいない珍しい天使型バイオテスタ。六枚の青く透き通る翼を持っているが普段は収納してある。
ミソラの師匠であるアナスタシアに創られ共に生活していたが、1年前にアナスタシアが消えたため彼女をずっと探していたところをミソラに保護される。
その体には本物の天使である神性幻想種フィオラミリスを宿している。
フィオラミリス
神性幻想種。アナスタシアにより約束の庭から召喚された。
300000000メートル毎秒の光線を放ち、旧約召喚によりさまざまな幻想生物を呼ぶことができる。
真なる赤き実のなる大樹（ネクサス）の完全消滅を目的としている。
エルマリア・イェル・デウス・アナスタシア
ミソラの先生。バイオテスタ工学の権威。バイオテスタ工学の基礎の大部分は彼女によって作られた。
ミソラに天使が現れたら助けてあげるよう言い残しどこかへ去って行った。
自らが立つ領域を生命進化の終着点と言い切るほど戦闘能力が高い。
三咲奈々
ミソラのクラスメイト。バイオテスタ専門の獣医を目指している。
バイオテスタである拒魔犬（シェパード）のブルちゃんを飼っている。
レイベルト・レイ・ラクシズ
I級理想執行者（シミュレーター）。昼夜逆転の生活を送っている。
その正体は平行世界の組織「福音機関イスカリオテ」黒の第二相。一人で機関を抜け別世界のサイレンまで逃げてきた。
缶コーヒーを至上の飲料として常備している。
アリスベル・イア・京花
ミソラのクラスメイト。第二世代のII級理想執行者（シミュレーター）。
第二可逆生成（パラダイム）は「99パーセントの水」という体内でニトログリセリンを精製する力。
義姉のエリスとよく喧嘩している。軽度の腐女子。
エリス・アーセナル・舞花
京花の義姉で学園生徒会の副会長。サイレンに五人しかいない最上位の無級理想執行者（ゼロきゅうシミュレーター）。
京花には厳しく接しているが、実は京花のことを気遣ってそのような態度をとっている。
武器はバイオテスタ用の刀を携帯しているが、対人戦では真刀「舞花」という自らが鉄から厳選した刀を使う。
第二可逆生成（パラダイム）は「無尽臨界突破」。臨界突破試薬（ブースト）を使えば能力の限界以上の力を引き出せる反面、N因子を阻害する物質が発生ししばらく能力を使えなくなってしまうが、彼女はそれを分解し無尽蔵に臨界突破試薬を使うことができる。
久遠真一郎
学園の生徒会で書記をしている第二世代I級理想執行者（シミュレーター）。
第二可逆生成（パラダイム）は不定性共有物質を操る力。
エルベルト
福音機関イスクカリオテから中央統合樹（セントラル）への潜入者。新約召喚による力の使い方を福音機関に与える一方、サイレンではN因子の施術を安定化させ理想執行者という力を与えるというどっちつかずな立場をとっている。
ナザリエル・瞬・イフ・カミウという別の名前があるが本名かどうかは不明。アナスタシアと面識がある。
数々の発言から作者の前シリーズである氷結鏡界のエデン、不完全神性機関イリスとの関連性がうかがえる。

### 平行世界
福音機関イスカリオテ
ネックザール・O・イスカ
青の新約召喚を使う青の第三相。精霊の声が聞こえる珍しい体質。その声を聞きやすくするため目は常時閉じられている。
妹の禰鈴（ネレ）を実験から開放するために福音機関の任務をこなしている。
禰鈴（ネレ）・O・イスカ
赤の新約召喚を使う赤の第二相。ネックザールの妹。新約召喚で呼び出す個体が全て特異個体になる「大特異点」の実験を受けている少女。
兄と同じく精霊の声が聞こえ、聞こえる精度を上げるため目は閉じられている。
ディルネハイト
銀の第一相（イスカリオテ）。新約召喚により現れる大小全て形が違う刃物を扱う一三刀流の剣士。
アリスフィール
青の新約召喚を使う青の第一相（イスカリオテ）。ネックザールの師匠。何年も前から青の第一相の座を約束されていた最高位の術者。
マルツァ
緑の新約召喚を使う緑の第一相（イスカリオテ）。怪僧と呼ばれる小柄な老人
ミスティシア・レイ・ペイシェント
新約召喚が使えない黒の第一相（イスカリオテ）。黒の由来は新約召喚の代わりに使う漆黒の銃からきている。
レイベルトに強い執着を見せる。
見えざる烙印
ネオリエ・K・ヴィスティゲイン
緑の新約召喚士。本人曰く下っ端。
暴君（イド）鎮圧の件でミソラと接触する。

### バイオテスタ
水精霊（ウンディーネ）
体の成分がほぼ水で構成される精霊型バイオテスタ。見た目は透き通った青い体をした女の子。
非常に人間的で高知能。接客業をしている個体もいる。
ミソラの家にもディーネという名のウンディーネが一体いる。
拒魔犬（シェパード）
狛犬の由来になった幻想生物。三咲奈々が一体飼っている。
金翅鳥（ガルーダ）
金色の翼で空を飛ぶバイオテスタ。驚異的な記憶力と視力で学園を守る門番として活躍している。
怪我をしていたガルーダを一体ミソラが保護している。
花精（フェアリー）
小人ほど大きさのバイオテスタ。食料はブドウ糖だが好きな食べ物からしか摂取しようとしない。
ミソラが家で二体飼っている。
踊花（アルラウネ）
鉢植えを住処にするバイオテスタ。
ミソラが家で飼っているバイオテスタの一体。
猫妖精（ケット・シー）
ミソラが家で飼っているバイオテスタの一体。
火食い鳥（ファイアバード）
熱耐性を持つバイオテスタ。火災現場で活躍する。
冬妖精（スノウリィ）
妖精型バイオテスタの一体。霜を生み出す程度の力を持つ。
風精霊（シルフ）
妖精型バイオテスタの一体。
樹木精（ドリアード）
見た目は歩く樹木のような新型バイオテスタ。大地に根をはることで土壌や地質を改善できる。
疾竜（ワイバーン）
サイレンで最初に危険度Aに指定された禁忌のバイオテスタ。都市全域警戒レベルの危険度。
大海蛇（シーサーペント）
水棲型バイオテスタの一体。締め付けられたら成人男性でも抜け出すのは難しい。
深海魚人（サハギン）
水棲型バイオテスタ。学習行動によっては物覚えがいいことと培養が容易なので量産化されている。
発達した尾ヒレ・胸ヒレで地上を歩行したり、物を持つことができる。
暴君（イド）
三首獣（キマイラ）をモチーフにした黒色の獅子。非常に大きく体高が2メートルもある
サイレンの外側へ持ち出されていたが、謎の暴走を繰り返すためサイレンへ戻された。
その理由はバイオテスタの体に幻獣を憑依させた歪な憑依体（ハイブリッド）によるものだった。
口から炎を吐く他、空気中の一酸化炭素を操る。
キリシェ
とある研究所が最強のバイオテスタを生み出すために作った竜型バイオテスタ。普段は翼と尾を隠している。筋肉細胞のほぼ全てが発電専用の発電板になっており、自身だけで雷に匹敵する電力を発電できる。
とある理由より生まれた研究所を壊滅させ、サイレンの各地を妹のカルラと放浪している。あまりの強さから危険度を戦闘非推奨のΩ種に指定され、赤色標識（レッドコード）という通り名で恐れられている。
名前は空想の物語に出てくる「伝説の竜姫」から拝借した。
カルラ
キリシェがあまりにも強すぎたためキリシェの調整版として作り出されたバイオテスタ。
しかし姉のキリシェと比べると発電能力も発現せず、翼も尾も隠せずあまりにも弱かったため研究所は失敗作として処分しようとした。そのことがキリシェの逆鱗に触れキリシェに連れられ各地を放浪することとなった。
名前は同じく空想の物語に出てくる「竜帝カルラ」から。

### 幻獣
冬妖精（スノウリィ）
青の新約召喚により現れる精霊。バイオテスタの倍以上の力を持っている。
水精霊（ウンディーネ）
青の新約召喚により現れる精霊。噴き出す水は車を容易に吹っ飛ばすことができる。
樹木精（ドリアード）
緑の新約召喚により現れる精霊。蔓などで攻撃する。
双頭の毒蛇（アンフェスバイナ）
緑の新約召喚により現れる双頭の蛇。
赤獅子（マンティコア）
赤の新約召喚により現れる炎のように燃え盛る赤色の獅子。少し触れ合っただけでも触れた箇所は重度のやけどとなる。
炎翼竜（ドレイク）
赤の新約召喚により現れる赤き竜。
幻灯騎士（デュラハン）
赤の新約召喚により現れる全身を甲冑で覆った騎士。
火嵐鳥（ファイアバード）
赤の新約召喚により現れる翼から火の粉を撒き散らす鳥。

### 真獣
大氷狼（フェンリル）
青の真獣。見た目はとても大きな狼。その爪で切り裂かれると切り裂かれた箇所が傷ごと凍ってしまう
水龍（ヒドラ）
青の真獣。膨大な水を操る龍。
疾竜（ワイバーン）
緑の真獣。全長七メートルと竜種にしては小柄だが飛翔速度が速いため打ち落とすことはほぼ不可能な「天上の王」。

### 精霊
炎の破壊精霊（イフリート）
禰鈴（ネレ）の呼び出した精霊。しかし精神的に幼かった禰鈴が無理に精霊を従えさせたため精神が狂ってしまう原因となった。

## 用語
S.I.R.E.N.
次世代新生物統合研究特区（the Special Integrative Research Enclosure of Novel -world- life）の頭文字をとった略称。
バイオテスタ研究の最先端。統括機関「中央統合樹（セントラル）」を中心に4つの衛星都市「紅楼」「蒼河」「碧陽」「黄蓮」で成り立っている。
バイオテスタ
最先端の生命工学によって生み出された次世代新生物。その多くは竜や妖精などの幻想生物をモチーフにしている。
方程式（オムニス）
アナスタシアが創ったバイオテスタ。モチーフは神のしずく。本来は自由意志のない透明な水のようなバイオテスタだったが、事故にあったミソラを助けるために体内に血と同化させたため現在は分からなくなっている。
バイオテスタにはモチーフになった幻想生物が必ずいるはずだがこのバイオテスタのモチーフは長らく不明だった。しかし5巻で真なる赤き実のなる大樹（ネクサス）そのものをモチーフにしていたことが判明した。
自らをあらゆる方程式を満たす理想の触媒とし、使用者をあらゆる方程式の理想の器とする力であらゆる方程式を＝（イコール）で連結させその処理を無限大まで加速させる強大な力を持つ。
OFF化合物
闘争・逃走反応（Fight or Fight response）を語源とする化合物。正式名称は「Over Fight or Fight matter」
これがバイオテスタの中に蓄積すると、自律神経系のインパルスに支障をきたし暴走してしまう。
理想執行者（シミュレーター）
N因子適合施術を経た者のこと。
脳波と生化学反応の同期により、神経反応の極限加速、運動エネルギーの極大生成を行い運動能力の向上と筋力を増強する「重反応加速（アクセル）」、体内の化学反応を自由に操る可逆生成（パラダイム）などが使える。
適合率が45%を越える者は第二世代と呼ばれ、体内では行えないはずの化学反応を扱うことができる。これを第二可逆生成（だいにパラダイム）と言う。
第二可逆生成は個人によって生成できるものが異なる。
臨界突破試薬（ブースト）
N因子を溶かした反応加速溶液。青い色をした液体。
自らの体に撃ちこむことによって生化学反応を限界以上に引き上げることができる。
その代償に一回使えば一週間ほど、短時間で二回使えば一生理想執行者（シミュレーター）の能力を使えなくなってしまう。
N因子
理想執行者になるための必要な因子。適合率が25%以上はないと施術できない。
N因子施術の安定化は中央統合樹（セントラル）の研究員、エルベルトが確立化させた。
幻獣
バイオテスタのモデルになった幻想生物の向こう側の世界の呼び方。
見た目はバイオテスタと変わりはないがバイオテスタよりも力は上。
真獣
特定の触媒でしか呼べない幻獣の高位存在。非常に強力な力を持つ。
その多くはサイレン側の世界では神話上の伝説の生物として扱われている。
精霊
世界で唯一の完全なる霊的波動体。限られた人しかその声は聞こえない。
旧約召喚
定められた詠（うた）を歌い世界にその力を具現化させる召喚方法。
新約召喚
赤き実のなる大樹が向こう側の世界に与えた力。触媒を使い触媒と同じ色のものを召喚できる。
サイレンの世界で新約召喚を行うと真なる赤き実のなる大樹（ネクサス）の封印に傷がつく。
真なる赤き実のなる大樹（ネクサス）
数多くの平行世界に根を下ろす神性存在。フィオラミリスがネクサス事象を起こし連結させた二つの世界の狭間に閉じ込められ、「楽園幻想」と呼ばれる究極結界によって封印された。
しかし、サイレンの世界にN因子、向こう側の世界に新約召喚という封印に傷をつけるための方法を人間に与え封印を解こうとした。

## 既刊一覧
| タイトル | タイトル                               | 発売日        | ISBN              |
| -------- | -------------------------------------- | ------------- | ----------------- |
| 1        | S.I.R.E.N. -次世代新生物統合研究特区-  | 2014年4月19日 | 978-4-0407-0091-5 |
| 2        | S.I.R.E.N.2 -次世代新生物統合研究特区- | 2014年6月20日 | 978-4-0407-0128-8 |
| 3        | S.I.R.E.N.3 -次世代新生物統合研究特区- | 2014年9月20日 | 978-4-0407-0346-6 |
| 4        | S.I.R.E.N.4 -次世代新生物統合研究特区- | 2015年1月20日 | 978-4-0407-0347-3 |
| 5        | S.I.R.E.N.5 -次世代新生物統合研究特区- | 2015年5月20日 | 978-4-0407-0585-9 |